# Stack Overflow
Stack Overflow – serwis społecznościowy, na którym programiści mogą zadawać pytania dotyczące szeroko pojętego wytwarzania oprogramowania. Serwis został stworzony przez Jeffa Atwooda oraz Joela Spolsky'ego w 2008 roku jako bardziej wiarygodna alternatywa dla serwisu Experts Exchange. Nazwę wybrali czytelnicy Coding Horror w ramach demokratycznego głosowania. Jest on częścią Stack Exchange Network.
18 grudnia 2009 roku Google ogłosiło, że serwis stał się oficjalnym forum dla programistów pracujących na systemie Android.
W maju 2024 serwis Stack Overflow ogłosił podpisanie porozumienia z OpenAI, twórcą ChatGPT. Mimo tego, że sam serwis zbanował odpowiedzi generowane za pomocą ChatGPT, ze względu na ich niską wiarygodność.